# Písečné (kraj południowoczeski)
Písečné – wieś i gmina w Czechach, w powiecie Jindřichův Hradec, w kraju południowoczeski.
1 stycznia 2017 gminę zamieszkiwało 516 osób, a ich średni wiek wynosił 42,1 roku.